# Исая Серски (XIX век)
 Тази статия е за българския духовник и книжовник от XIX век.  За книжовника от XIV век вижте Исая Серски (XIV век).  
Хаджи Исая или Исай е български възрожденски църковен деец в Източна Македония, архимандрит и учител.

## Биография
Роден е около 1800 година в неврокопското село Търлис. По препоръка на Теодосий Гологанов e определен от Патриаршията за проповедник на неврокопските села. Като стипендиант на манастира „Свети Йоан Предтеча“ край Сяр учи в семинарията на остров Халки. Тук негов учител е Неофит Рилски, който преподава църковнославянски език. През 1851 година се завръща в родното си село и до 1856 година служи, като духовник и учител. Започва да проповядва на български език из Неврокопско. Възстановява местното училище и преподава на български. По-късно е учител в градовете Неврокоп и Сяр. В 1862 година заминава за Русия с монах Дионисий Москов да събират помощи за манастира „Свети Йоан Предтеча“. Оттам двамата през 1865 година донасят много богослужебни книги и учебници. След завръщането си се установява в Неврокоп.
Хаджи Исая е един от първите дейци по възраждането на българщината в Източна Македония. Той активно се включва активно в борбите за независима българска църква. Участва в народния събор, проведен през 1869 година в село Гайтаниново, на който се отхвърля върховенството на Цариградската патриаршия. През 1873 - 1876 участва в дейността на учителско дружество „Просвещение“. През 1873 година е издигната кандидатурата му за български архиерей на проектираната Неврокопска епархия.
Поддържа кореспонденция със Стефан Веркович, който в 1889 година публикува предоставените от архимандрит Исая данни в своя „Топографическо-этнографическій очеркъ Македоніи“.
Многократно е преследван от гръцкото духовенство и затварян османските власти. Заради патриотичната си дейност през 1876 година е съден от турски военен съд. Хвърлен е в затвора, но успява да избяга. Установява се в село Ковачево, Пазарджишко, където през 1880 година почива в крайна бедност.